# NGC 3507
NGC 3507 is een balkspiraalstelsel in het sterrenbeeld Leeuw. Het hemelobject werd op 14 maart 1784 ontdekt door de Duits-Britse astronoom William Herschel.

## Synoniemen
- UGC 6123
- MCG 3-28-53
- ZWG 95.100
- KCPG 263B
- PGC 33390